# The Holdovers
The Holdovers (bra: Os Rejeitados; prt: Os Excluídos) é um filme de comédia dramática americano de 2023 dirigido por Alexander Payne, escrito por David Hemingson e estrelado por Paul Giamatti, Da'Vine Joy Randolph e Dominic Sessa. Ambientado em 1970, segue um professor de história rabugento em um internato da Nova Inglaterra que é forçado a acompanhar um punhado de alunos que não têm para onde ir nas férias de Natal.
Estreou no 50º Festival de Cinema de Telluride em 31 de agosto de 2023 e foi lançado nos Estados Unidos pela Focus Features em 27 de outubro de 2023. Foi aclamado pela crítica e arrecadou US$ 15 milhões. The Holdovers também receberam cinco indicações no 96º Academy Awards, incluindo "Melhor Filme", com Randolph ganhando "Melhor Atriz Coadjuvante".

## Elenco

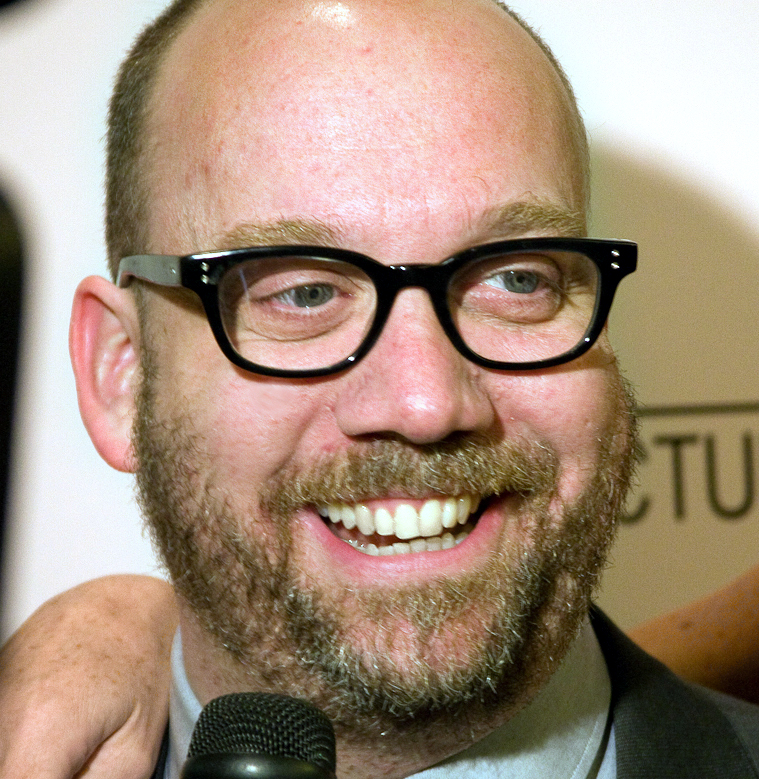
Paul Giamatti protagonizou o filme no papel de Paul Hunham.

- Paul Giamatti como Paul Hunham, professor de clássicos no internato Barton Academy
- Dominic Sessa como Angus Tully, estudante de Barton que saiu do campus durante as férias de Natal
- Da'Vine Joy Randolph como Mary Lamb, cozinheira-chefe de Barton e mãe enlutada
- Carrie Preston como Miss Lydia Crane, membro do corpo docente de Barton
- Brady Hepner como Teddy Kountze, inimigo de Angus
- Ian Dolley como Alex Ollerman, filho de missionários mórmons
- Jim Kaplan como Ye-Joon Park, estudante internacional coreano
- Michael Provost como Jason Smith, quarterback do time de futebol americano Barton
- Andrew Garman como Dr. Hardy Woodrip, diretor da Barton Academy
- Naheem Garcia como Danny, zelador de Barton
- Stephen Thorne como Thomas Tully, pai institucionalizado de Angus
- Gillian Vigman como Judy Clotfelter, mãe de Angus
- Tate Donovan como Stanley Clotfelter, padrasto de Angus
- Darby Lily Lee-Stack como Elise, interesse romântico de Angus

## Produção
The Holdovers é a segunda colaboração entre o diretor Alexander Payne e o ator Paul Giamatti depois de Sideways (2004). Payne concebeu o conceito do filme depois de assistir a  Merlusse de Marcel Pagnol, de 1935, e contatou David Hemingson para escrever o roteiro, que era originalmente um exemplo de escrita para um piloto de televisão. Em junho de 2021, a Miramax adquiriu os direitos de distribuição. No início de 2022, Da'Vine Joy Randolph e Carrie Preston se juntaram ao elenco.
As filmagens começaram em Massachusetts em 27 de janeiro de 2022. A gerente de locações Kai Quinlan, que já trabalhou em outros filmes ambientados na Nova Inglaterra, como Spotlight e Black Mass, baseou-se em sua educação em Massachusetts para o filme. Para a fictícia Barton Academy, cinco escolas de Massachusetts foram usadas como locais: Groton, Northfield Mount Hermon, Deerfield Academy, St. Mark's School and Fairhaven High School. O filme também foi rodado nos históricos teatros Somerville e Orpheum, e no Boston Common. Payne disse mais tarde que capturar a estética dos anos 1970 foi relativamente fácil porque "a mudança vem lentamente na Nova Inglaterra".

## Trilha sonora
A música original de The Holdovers foi composta por Mark Orton. Também apresenta diversas canções clássicas de Natal, e outras canções da década de 1970 de The Allman Brothers Band, Tony Orlando e Dawn, Labi Siffre e Cat Stevens. A trilha sonora foi lançada digitalmente pela Back Lot Music em 10 de novembro de 2023, e em CD e vinil em 17 de novembro.

## Lançamento
Uma exibição especial do filme foi realizada para compradores em 11 de setembro de 2022. No dia seguinte, foi relatado que a Focus Features havia adquirido os direitos de distribuição por US$ 30 milhões. O filme foi agendado para um lançamento limitado nos cinemas em 10 de novembro de 2023, seguido por um lançamento amplo em 22 de novembro. No entanto, foi adiado para um lançamento limitado em 27 de outubro, seguido por um lançamento amplo em 10 de novembro. O lançamento no Reino Unido está programado pela Universal Pictures UK em 19 de janeiro de 2024.
A estreia mundial de The Holdovers foi realizada no 50º Festival de Cinema de Telluride em 31 de agosto de 2023. Também foi exibido no Festival Internacional de Cinema de Toronto de 2023 em 10 de setembro de 2023, onde foi vice-campeão no People's Choice. Também foi convidado para ser exibido na seção 'Ícone' do 28º Festival Internacional de Cinema de Busan, onde foi exibido em 7 de outubro de 2023.
No Brasil, o filme foi lançado em 11 de janeiro de 2024, e em Portugal, em 14 de fevereiro de 2024.

## Recepção

### Bilheteria
O filme arrecadou US$ 211.093 em seis cinemas em seu fim de semana de estreia, uma média de US$ 35.082 por local. Ele se expandiu para 64 cinemas em seu segundo fim de semana, arrecadando US$ 599.833. Em seguida, arrecadou US$ 3,2 milhões em 778 cinemas em seu terceiro fim de semana. Continuando a se expandir, arrecadou US$ 2,7 milhões no quarto e no quinto fim de semana.

### Recepção crítica
No site agregador de resenhas Rotten Tomatoes, 96% das 263 resenhas dos críticos são positivas, com uma classificação média de 8,5/10. O consenso do site diz: "Lindamente agridoce, The Holdovers marca um retorno satisfatório à boa forma para o diretor Alexander Payne." O Metacritic, que utiliza uma média ponderada, atribuiu ao filme uma pontuação de 82 em 100, com base em 56 críticos, indicando "aclamação universal". O público pesquisado pelo CinemaScore deu ao filme uma nota média de "A" em uma escala de A+ a F, enquanto os entrevistados pela PostTrak deram ao filme uma pontuação geral positiva de 80%.
Wesley Morris, do The New York Times, elogiou o desempenho de Giamatti e a direção de Payne, escrevendo: "Mesmo que a história acumule o peso da tragédia pessoal, cada cena parece flutuar ou balançar." Patrick Ryan, escrevendo para o USA Today, comparou-o a It's a Wonderful Life (1946), de Frank Capra, observando que ambos os filmes lidam com passados conturbados e sonhos desfeitos na época do Natal. Os críticos também o compararam aos filmes de Hal Ashby, como Harold and Maude (1971) e The Last Detail (1973).
Críticas no The Boston Globe e no Boston.com elogiaram o cenário do filme na Nova Inglaterra dos anos 1970. Ann Hornaday, do The Washington Post, escreveu que "não tem apenas a aparência daquele período de tempo, mas ressuscita os melhores elementos de suas tradições narrativas". Richard Brody, escrevendo para o The New Yorker, descreveu The Holdovers como "uma pilha de clichês", mas percebeu-se "com um imediatismo tão amoroso que parece que Payne os estava descobrindo por si mesmo". Brody foi mais crítico em relação ao período, argumentando que o "drama hermeticamente fechado e historicamente reduzido" ignorou o cenário politicamente tenso da década de 1970. No entanto, Michael Schulman, outro escritor da The New Yorker, incluiu Giamatti, Sessa e Randolph em sua lista das melhores atuações do ano, e considerou esta última "em uma posição privilegiada para a corrida de melhor atriz coadjuvante".
Justin Chang, do Los Angeles Times, elogiou a "sensação envolvente de tempo e lugar" do filme, mas como um todo, criticou-o como "um filme monótono, falso e dolorosamente diagramático, disfarçado de compassivo e humano". Chang disse que Mary Lamb, apesar do desempenho comovente de Randolph, foi "de alguma forma o papel mais subdesenvolvido do filme".